# 尼古拉斯·布尔迪索
尼古拉斯·布尔迪索（Nicolás Andrés Burdisso，1981年4月12日—），乃一名前阿根廷己退役足球員，司職後衛。
這名球員出身於阿根廷班霸小保加，曾是阿根廷青年國家隊員，贏得了2001年世青杯。2004年以三百五十萬歐羅轉會費轉投國際米蘭。然而，貝迪素在落實轉會國際米蘭後，因家人的健康問題而不能長期留在意大利，這嚴重影響他在球隊爭取成為主力的機會。結果，他只能在球會擔任綠葉的角色，表現並不突出。
縱然他並沒有取得很多上陣時間，但仍然入選阿根廷國家隊 23 人大軍，出戰2006年世界盃至遭德國淘汰出局為止。

## 羅馬
2009年8月22日，羅馬借用了貝迪素，羅馬球會給予他每年300萬歐羅的薪酬。他參與了在8月23日的聯賽開幕戰。他為羅馬射入的第一球是在2009年12月20日贏帕爾馬2-0的比賽，他射入了第一球。2010年8月28日布尔迪索终于永久转会到罗马，据报道称转会费大约为800万欧元，分三年付清。

## 榮譽
小保加
- 阿根廷甲組聯賽冠軍〔2〕: 2000年春季、2003年春季
- 南美自由盃冠軍〔3〕:2000、2001、2003
- 洲際盃足球賽冠軍〔2〕:2000、2003

國際米蘭
- 意甲冠軍〔4〕: 2005-06、2006-07、2007-08、2008-09
- 意大利杯冠軍〔2〕: 2004-05、2005-06
- 意大利超級盃冠軍〔4〕: 2005、2006、2008、2010

拖連奴
2017年8月31日，拖連奴以免費轉會與布尔迪索簽約一年。
他於2018年10月10日宣布退役。
阿根廷國家隊
- 世青盃冠軍: 2001
- 奥林匹克運動會足球比賽金牌：2004

1. ↑  . Football Italia. 10 October 2018  [10 October 2018]. （原始内容存档于2020-01-13）.